# Philippe Proulx

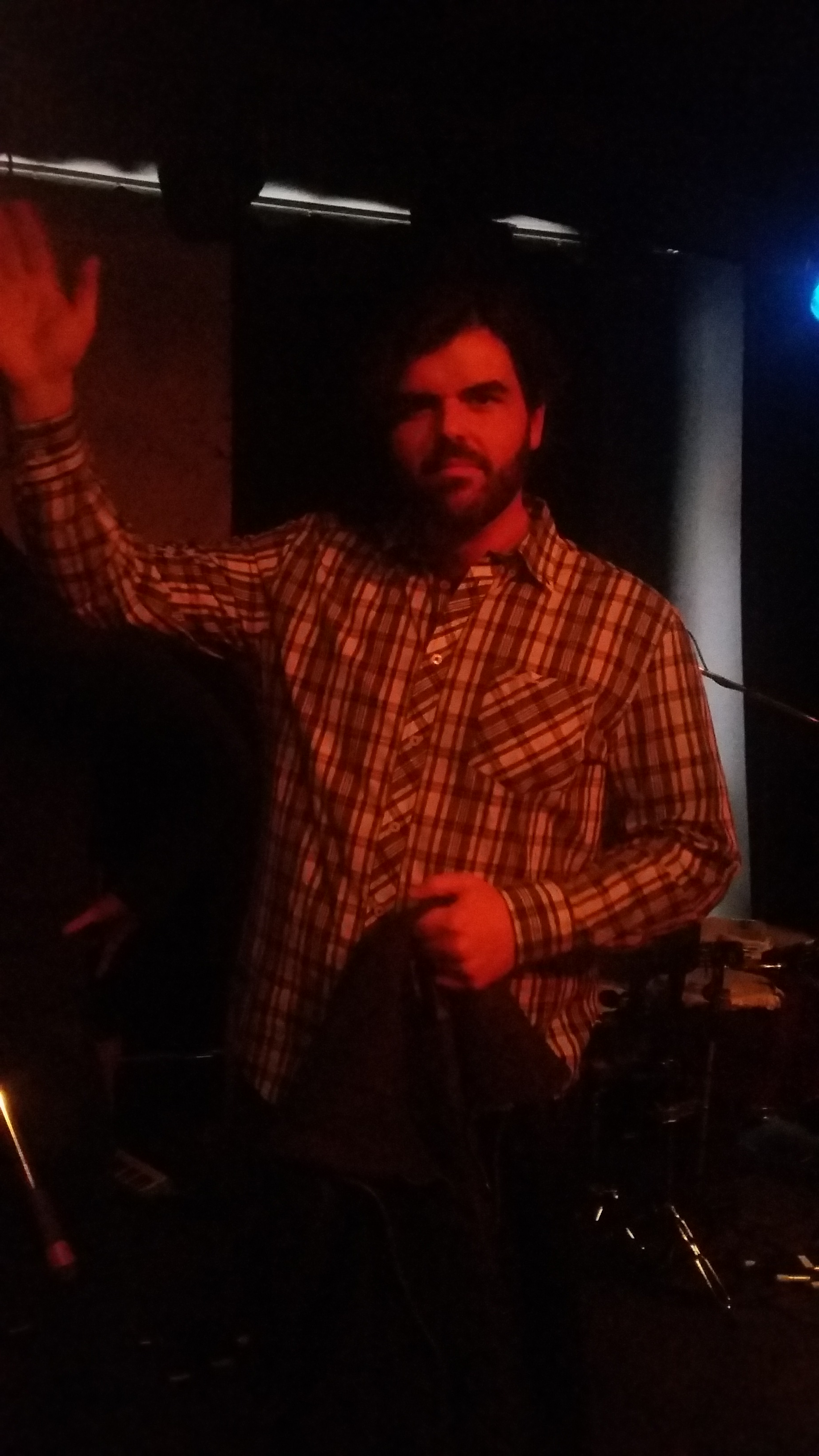
Philippe Proulx

Philippe Proulx (* 1978 in Saint-Basile-de-Portneuf, Québec) ist ein kanadischer Komponist und Interpret und als Pépé et sa guitare bekannt. Er begleitet sich selbst auf der Gitarre oder einer Ukulele. Seine Texte sind in der Regel humoristisch. Er singt vor allem auf Französisch, zuweilen aber auch auf Englisch. Gelegentlich tritt er zusammen mit anderen Musikern unter dem Namen Pépé et son orchestre auf.

## Diskographie
- 100 % BOEUF, 2007
- Fakek’ choz, 2005
- Pépé et sa guitare, 2003